# Maccabi Los Angeles
El Maccabi Los Angeles (1971 - 1982) fue un equipo de fútbol de los Estados Unidos de la ciudad de Los Ángeles, California. El club fue fundado en 1971 y fue uno de los equipos más ganadores de la National Soccer League, manteniendo hasta el día de hoy el récord de más Lamar Hunt U.S. Open Cup junto al Bethlehem Steel, con cinco ganadas.

## Jugadores

### Jugadores notables
| - Yarone Schnitman (1973–75) - Benny Binshtock (1973–78) - Abraham Cohen (1975–79) - Meir Segal (1975–80) - Eduardo Chantre (1975–82) - Guy Newman (1977) | - Joseph Mizrahi (1977–80) - Russell Hulse (1977–82) - Ole Mikkelsen (1980) - Remon Deouk (1980–82) - Anthony Douglas (1980–82) |

## Entrenadores
- Max Wozniak (1973-1976)
- Zvi Friedman (1977)
- Azriel Arnaldes (1978-1982)

## Palmarés

### Torneos nacionales
- Lamar Hunt U.S. Open Cup (5):[2] 1973, 1975, 1977, 1978, 1981.